# 2013年ハンガリーグランプリ
2013年ハンガリーグランプリは、2013年のF1世界選手権第10戦として、2013年7月28日にハンガロリンクで開催された。